# Хунних
Хунних (в верховьях — Виралю, Лагизури) — река в России, протекает по Кулинскому и Лакскому районам республики Дагестан. Длина реки составляет 46 км. Площадь водосборного бассейна — 413 км².
Начинается на склоне хребта Чульты в районе перевала Чульты. От истока течёт в общем северном направлении через сёла Хосрех, Кули, Сумбатль, Вачи, Хойми, Хойхи и Хуна. Устье реки находится в 43 км по правому берегу реки Казикумухское Койсу.
Хъуннех — с лакского языка переводится как «Большая река». Река так же иногда называется Кулинка или Кули от названия села Кули.
2 июня 1842 года период Кавказской войны на реке Хунних около аула Кули произошло Кулинское сражение.

## Притоки
Объекты перечислены по порядку от устья к истоку.
- 28 км: Хлюбалдиних
- 28 км: Чаранних
- 35 км: Харчунчай

## Данные водного реестра
По данным государственного водного реестра России относится к Западно-Каспийскому бассейновому округу, водохозяйственный участок реки — Сулак от истока до Чиркейского гидроузла. Речной бассейн реки — Терек.
Код объекта в государственном водном реестре — 07030000112109300001244.